# 루앙 백국
루앙 백국(Comté de Rouen)은 중세 바이킹 봉건영지로 노르망디 공국의 전신이다. 911년 서프랑크의 단순왕 샤를이 바이킹 두령 공구 흐롤프와 화친을 맺는 조건으로 그를 루앙 백작으로 봉했다(생클레르쉬레프트 조약). 이후 공국으로 승격할 때까지 많은 바이킹들이 루앙 백국에 정착하였고 현지 서프랑크인들과 혼합되어 프랑스화된 노르망디 바이킹들은 노르만인이라는 민족을 이루었다.